# Mold (Regno Unito)

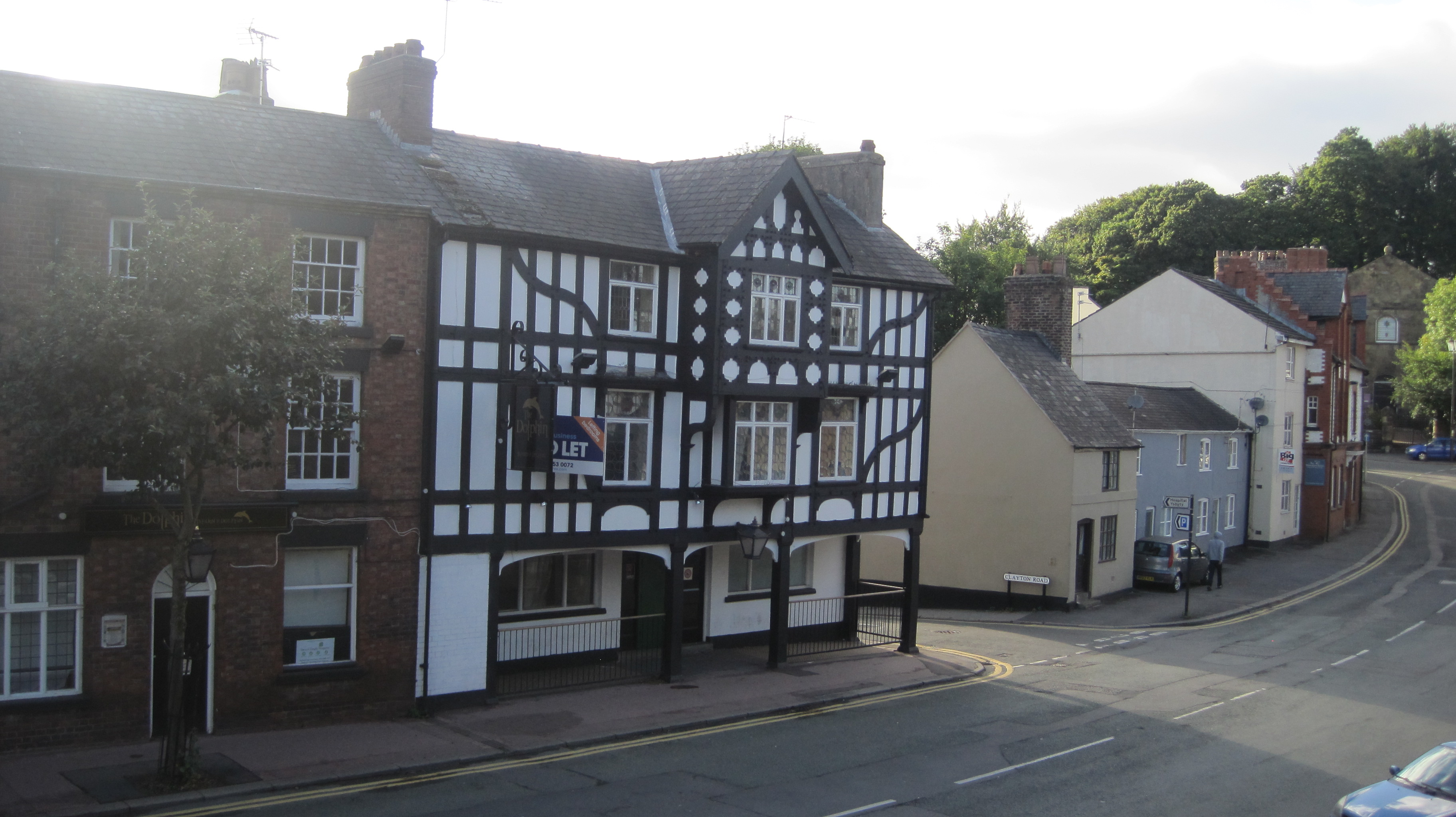
Edifici a graticcio a Mold

Mold (in gallese: Yr Wyddgrug) è una cittadina di 10.000 abitanti del Galles nord-orientale, facente parte della contea di Flintshire, di cui è anche il capoluogo, e situata lungo il corso del fiume Alyn e nei pressi l'estuario del fiume Dee (qualche chilometro più avanti sfocia nella baia di Liverpool). Un tempo, era il capoluogo dell'ex-contea di Clwyd.

## Geografia fisica
Mold si trova ad est delle Clydwian Mountains e a sud del e nei pressi l'estuario del fiume Dee (che si getta nella baia di Liverpool) e a circa metà strada tra le cittadine di Ruthin (Denbighshire) e Queensferry (rispettivamente a nord-est della prima e a sud-ovest della seconda). Si trova inoltre a circa 25 km ad ovest della città inglese di Chester e a circa 30 km a nord di Llangollen (Denbighshire).

## Monumenti e luoghi d'interesse

### Chiesa di Santa Maria
Tra gli edifici principali di Mold, vi è la chiesa di Santa Maria (St Mary's Church), un edificio la cui costruzione fu voluta nel 1485 da Margaret Beaufort dopo la vittoria ottenuta dal figlio Enrico Tudor ai danni di Riccardo III nella battaglia di Bosworth.
|  |

## Società

### Evoluzione demografica
Al censimento del 2011, Mold contava una popolazione pari a 10.058 abitanti. Nel 2001, ne contava invece 9.568, mentre, nel 1991 ne contava 8.745.

## Sport
- Mold Rugby Football Club, squadra di rugby[11]